# Subespaço complementado
Em análise funcional, um subespaço fechado {\displaystyle U} de um espaço vetorial normado {\displaystyle V} é dito complementado em {\displaystyle V} se existe um subespaço fechado {\displaystyle W} tal que {\displaystyle V=U\oplus W}. Uma motivação para o estudo de espaços complementados é o seguinte resultado: se {\displaystyle V} é espaço de Banach e {\displaystyle U} é complementado em {\displaystyle V}, com complemento {\displaystyle W}, então {\displaystyle V} é homeomorfo a {\displaystyle U\times W} com a topologia produto.

## Definição
Seja {\displaystyle V} um espaço vetorial e sejam {\displaystyle U} e {\displaystyle W} subespaços vetoriais de {\displaystyle V}. Dizemos que {\displaystyle V} é a soma direta (interna) de {\displaystyle U} e {\displaystyle W} se, para todo {\displaystyle v\in V}, existem {\displaystyle u\in U} e {\displaystyle w\in W} tais que {\displaystyle v=u+w} e essa decomposição é única. Denotamos nesse caso {\displaystyle V=U\oplus W}.
Agora, se {\displaystyle V} é um espaço vetorial normado e {\displaystyle U} é um subespaço fechado de {\displaystyle V}, {\displaystyle U} é dito complementado em {\displaystyle V} se existe {\displaystyle W} um subespaço fechado de {\displaystyle V} tal que {\displaystyle V=U\oplus W}.
Note que para todo subespaço {\displaystyle U} de {\displaystyle V} existe um subespaço {\displaystyle W}, não necessariamente fechado, tal que {\displaystyle V=U\oplus W} (se a dimensão de {\displaystyle V} for infinita, a demonstração desse fato requer o uso do axioma da escolha, por meio do lema de Zorn). Entretando, nem todo subespaço fechado de algum espaço vetorial normado é complementado.

## Caracterizações equivalentes para espaços de Banach

### Relação com o produto cartesiano
Se {\displaystyle V} é um espaço vetorial normado e {\displaystyle V=U\oplus W}, vale sempre que a função {\displaystyle S:U\times W\to V} dada por {\displaystyle S(u,w)=u+w} é um isomorfismo linear contínuo (com a topologia do produto em {\displaystyle U\times W}). Entretanto, não é verdade em geral que esse isomorfismo é um homeomorfismo (isto é, que a sua inversa também é contínua).
Por outro lado, se {\displaystyle V} é um espaço de Banach e {\displaystyle V=U\oplus W}, são equivalentes:
1. {\displaystyle U} e {\displaystyle W} são fechados em {\displaystyle V}
2. {\displaystyle S:U\times W\to V} é um homeomorfismo

Assim, se {\displaystyle V} é um espaço de Banach, o subespaço {\displaystyle U} é complementado em {\displaystyle V} se, e somente se, existe {\displaystyle W} subespaço de {\displaystyle V} tal que {\displaystyle V} é homeomorfo a {\displaystyle U\times W} via {\displaystyle S}.

### Relação com projeções
Se {\displaystyle V} é um espaço de Banach e {\displaystyle U} é um subespaço fechado de {\displaystyle V}, são equivalentes:
1. {\displaystyle U} é complementado em {\displaystyle V}
2. Existe {\displaystyle P:V\to U} transformação linear contínua tal que {\displaystyle {\textrm {Im}}P=U} e {\displaystyle P\circ P=P}

A função {\displaystyle P} é dita uma projeção sobre {\displaystyle U}. Esse nome se deve à semelhança que essa transformação possui com projeções ortogonais em espaços com produto interno.
Essa caracterização se mostra muito útil para provar que um subespaço é complementado.

## Exemplos e outros fatos
Se {\displaystyle V} é um espaço de Banach:
- Todo subespaço de dimensão finita de {\displaystyle V} é complementado em {\displaystyle V}.[5]
- Todo subespaço {\displaystyle W} de {\displaystyle V} fechado e de codimensão finita  (isto é, cuja dimensão do quociente {\displaystyle V/W} é finita) é complementado em {\displaystyle V}.[5]

Alguns outros fatos sobre espaços complementados:
- Todo subespaço fechado de um espaço de Hilbert é complementado nesse espaço (via projeção ortogonal).[1]

- Um espaço de Banach com a propriedade de que todo subespaço fechado é complementado é isomorfo a um espaço de Hilbert. Em particular, todo espaço de Banach que não é isomorfo a algum espaço de Hilbert possui algum subespaço fechado não-complementado.[6]
- O subespaço {\displaystyle c_{0}} das sequências reais convergentes a {\displaystyle 0} não é complementado no espaço {\displaystyle l_{\infty }} das sequências reais limitadas (considerando a norma do supremo).[4]